# Vancsa Miklós
Vancsa Miklós (Debrecen, 1967. május 19. –) labdarúgó, középpályás.

## Pályafutása
1985 és 1991 között a Debreceni VSC labdarúgója volt. Az élvonalban 1986. április 26-án mutatkozott be a Bp. Honvéd ellen, ahol 1–1-es döntetlen született. 1991 és 1994 között az MTK, 1994 és 1996 között a Csepel, 1996 és 1999 között a Videoton játékosa volt. Az élvonalban összesen 291 mérkőzésen szerepelt és 43 gólt szerzett.
Visszavonulását követően is a labdarúgásban dolgozik. Először a Jámbor János által támogatott Kecskeméti TE-nél lett ügyvezető igazgató, majd 2003-tól a Vasas SC-hez került, ahonnan Jámbor 2009-es távozását követően is ügyvezető igazgatóként dolgozott, egészen 2011-ig. Kisebb szünet után az Egri FC-nél lett ügyvezető, majd 2014-ben Jámborral együtt visszatért a Vasashoz.